# Frankenia johnstonii
Frankenia johnstonii es una especie de la familia Frankeniaceae a veces llamadas “flor de cal”, dentro del orden Caryophyllales  en lo que comúnmente llamamos grupo de las dicotiledóneas, aunque hoy en día se agrupan dentro del grupo Magnoliopsida. 
El nombre del género (Frankenia) fue dado en honor a Johan Franke, alemán, profesor de anatomía y botánica en Uppsala, Suecia en el siglo XVII, mientras que la especie (F. johnstonii) está dada en honor a Ivan Murray Johnston, botánico estadounidense y autoridad de la familia Boraginaceae en el siglo XX.

## Descripción
Planta terrestre, arbusto de hasta 30 cm de alto, base leñosa y ramas subherbáceas, hojas pecioladas, oblanceoladas a oblongo – elípticas, redondeadas en la base, de 23 mm de largo y 4 mm de ancho, márgenes algo revolutos; flores sésiles y solitarias en el ápice de ramillas subaxilares cortas, 5 pétalos de color blanco.

## Distribución
Esta especie se ha registrado solamente en el estado de Nuevo León, México y en Texas, E.U.A.

## Hábitat
De ambiente terrestre. Especie de afinidad a suelos salinos y de yesos, en suelos de origen calizo, en zonas desérticas y semidesérticas, planicies o lomeríos.

## Estado de conservación
En México se le considera bajo la categoría de “En Peligro” (P) según la NOM-059-SEMARNAT-2010, mientras que la especie no ha sido evaluada por la Lista Roja de especies amenazadas IUCN (International Union for Conservation of Nature). Ni en CITES (Convención sobre el Comercio Internacional de Especies Amenazadas de Fauna y Flora Silvestres)